# 77년

## 연호
- 후한(後漢) 건초(建初) 2년

## 기년
- 후한(後漢) 장제(章帝) 2년
- 신라(新羅) 탈해 이사금(脫解泥師今) 21년
- 고구려(高句麗) 태조대왕(太祖大王) 25년
- 백제(百濟) 다루왕(多婁王) 50년 / 기루왕(己婁王) 원년

## 사건
- 신라와 가야의 군대가 황산진(黃山津)에서 교전을 벌여 신라군이 가야군 1천기를 베고 승리하다.
- 아나클레토가 리노 후임자로 발탁되었다(교황).
- 백제, 다루왕 세상을 떠남.  기루왕 왕의 자리에 오름.

## 사망
- 백제 2대 국왕 다루왕 (재위 : 28년 - 77년)